# Jakobson
Følgende personer har efternavnet Jakobson:
- Max Jakobson (1923-2013) - finsk journalist, diplomat, politiker og forfatter.
- Carl Robert Jakobson (1841-1882) - estisk forfatter, politiker og lærer.
- Roman Jakobson (1896-1982) - russisk-amerikansk-tjekkisk sprog- og litteraturforsker.